# Bruno-H.-Bürgel-Sternwarte
Die Bruno-H.-Bürgel-Sternwarte ist eine Volkssternwarte im Berliner Ortsteil Staaken des Bezirks Spandau. Sie steht auf 83 m ü. NHN Höhe dem (neuen) Hahneberg (87,6 m).
Die Sternwarte wurde vom gemeinnützigen amateurastronomischen Verein Bruno-H.-Bürgel-Sternwarte e. V. errichtet und wird von diesem betrieben. Benannt ist sie nach dem Berliner Astronomen und Schriftsteller Bruno Hans Bürgel (1875–1948), der sich um die Verbreitung astronomischer Kenntnisse verdient gemacht hat.

## Geschichte und Verein

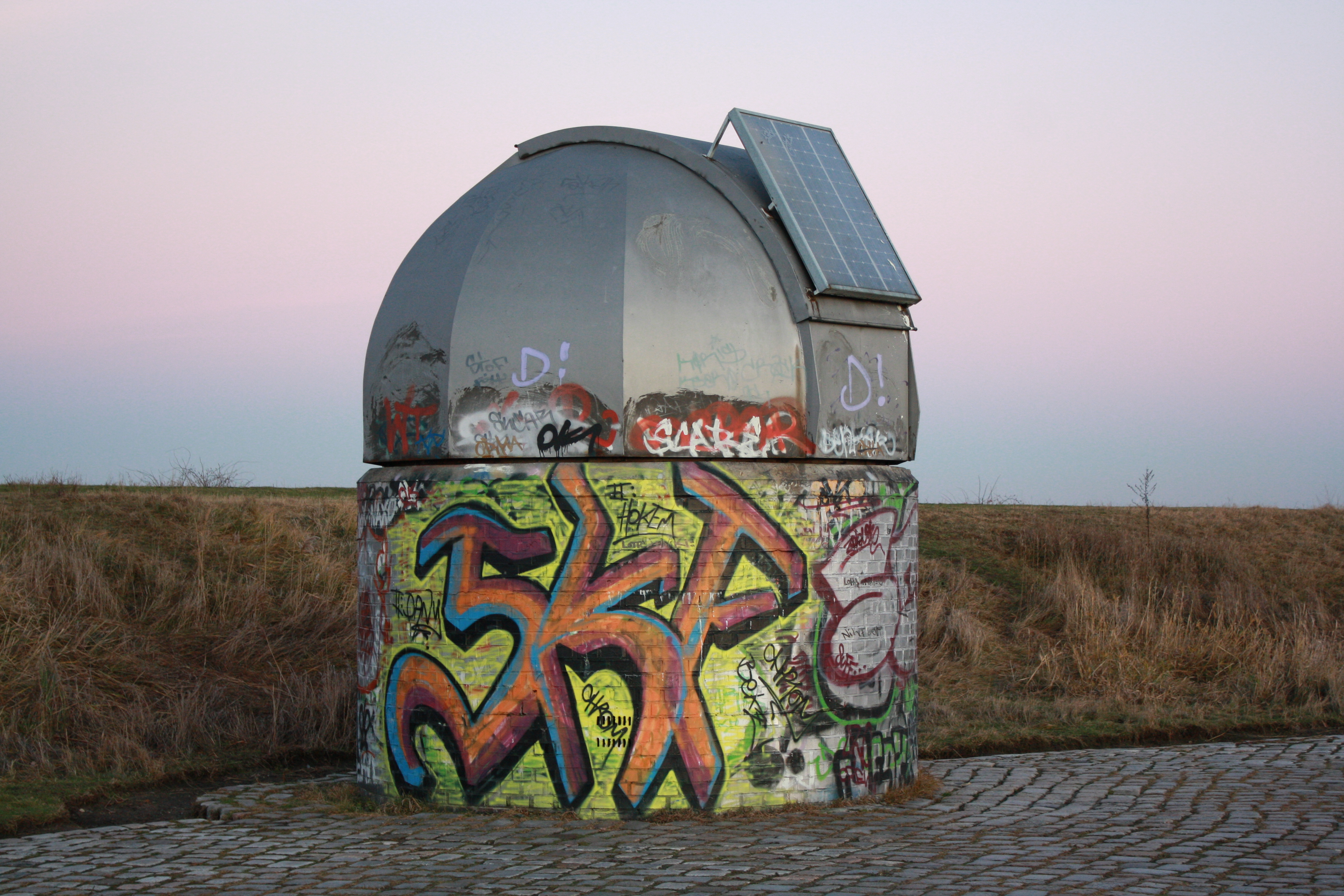
Bruno-H.-Bürgel-Sternwarte

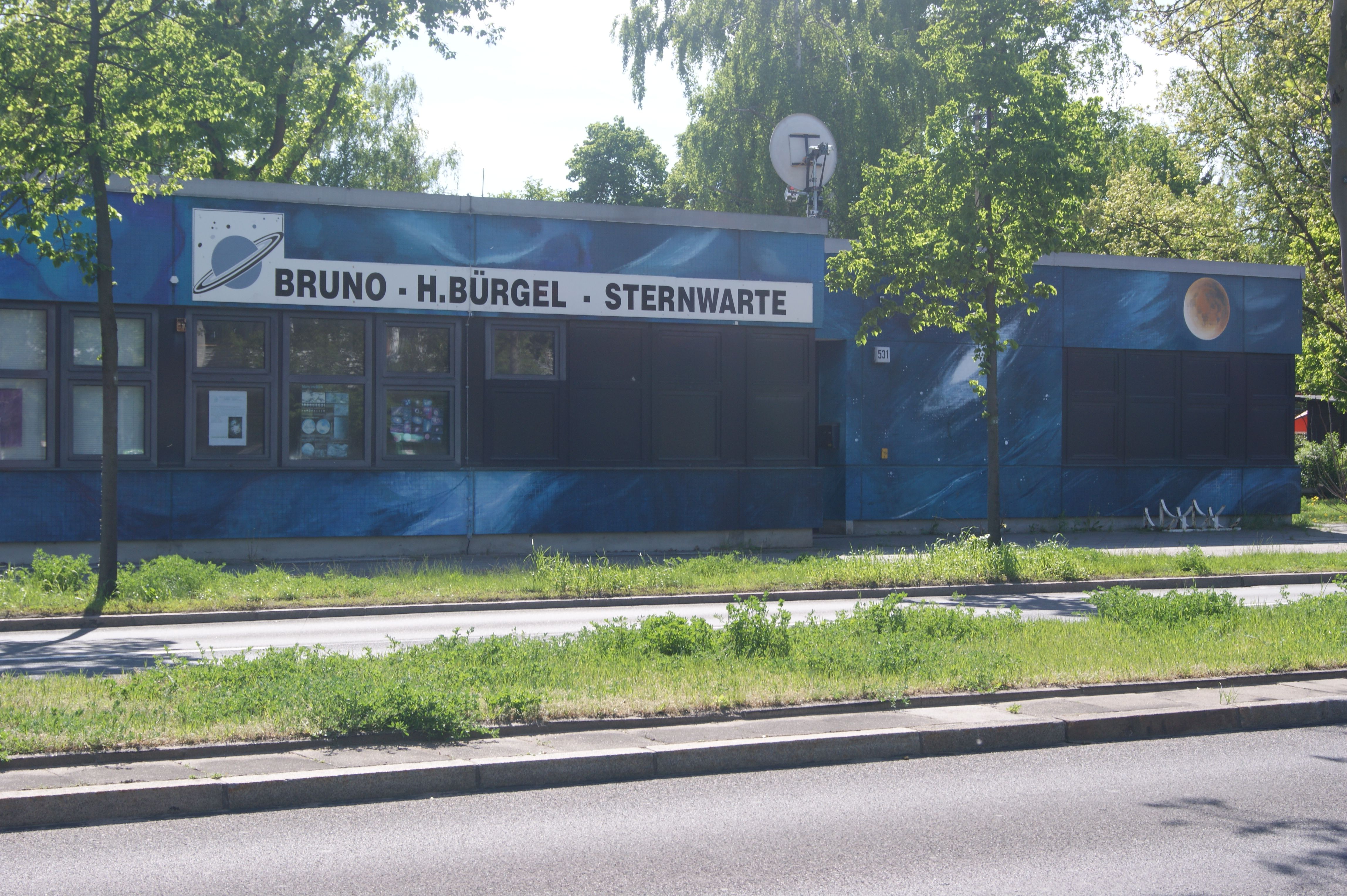
Vereinsraum der Sternwarte im ehemaligen Zollhaus des Grenzkontrollpunktes Staaken

Der Verein Bruno-H.-Bürgel-Sternwarte e. V. wurde am 6. April 1982 als amateurastronomischer Verein gegründet. Nach monatlichen Treffen und der Herausgabe der Zeitschrift SPACE wurde 1988 die Baugenehmigung für eine Sternwarte auf dem künstlichen Hahneberg an der Heerstraße gegen Naturschützer im Bezirk Spandau durchgesetzt. Ab 1989 wurde mit Mitteln der Stiftung Deutsche Klassenlotterie Berlin mit dem Bau begonnen. Die Sternwarte besitzt einen Keller und eine Solarstromanlage. Durch den Fall der Mauer wurde das auf West-Berliner Seite und etwa 600 m nordnordwestlich der Sternwarte stehende Gebäude des Bundesgrenzschutzes am Grenzkontrollpunkt Staaken überflüssig. Es wurde zum Vereinshaus (⊙) umgestaltet und am 4. April 1992 eröffnet.
Der Verein bietet regelmäßige Veranstaltungen an, wie öffentliche Himmelsbeobachtungen, astronomische Vorträge sowie Workshops und gelegentlich auch Exkursionen. In den Vereinsräumen werden freitags wissenschaftliche Vorträge angeboten. Die Themen sind Astronomie, Astrophysik, Gravitationsphysik, Satellitenmissionen zu den Planeten und anderen Himmelskörpern, Impact-Ereignisse und Meteorite, das Weltall in den unterschiedlichsten Strahlungsbereichen von Gamma- bis Radiofrequenzen, extrasolare Planeten, Schwarze Löcher, Himmelsdurchmusterungen, Kometen, die Erde als Planet mit Plattentektonik, Klimaentwicklung, Klimageschichte, Marsroboter, Raumfahrt und vieles anderes mehr. In größeren Abständen werden auch der in Berlin einzige Volkshochschulkurs „Einführung in die Astronomie“ angeboten.

## Teleskop
Am 17. Juni 2005 erfolgte die Einweihung des vom Verein konstruierten und selbstgebauten 61-cm-Cassegrain-Teleskops. Das Gerät hat eine Brennweite von 900 cm und ist für die visuelle Beobachtung optimiert. Es wurde von Vereinsmitgliedern als weltweit einzigartiger Prototyp entwickelt und gebaut und ist heute das leistungsfähigste Spiegelteleskop Berlins.
Besucher haben bei klarem Himmel die Möglichkeit, durch das Teleskop Mond, Planeten, Nebel oder ferne Galaxien zu beobachten. Das Teleskop ist in seiner optischen Konfiguration weltweit einzigartig, die Abbildung im Hauptfokus ist mit Strehl 0,95 bei dieser Größe einmalig. Planeten zeigen keine Spikes (Lichtkreuze, die häufig auf hochaufgelösten astronomischen Fotos und auch bei hellen Objekten in Spiegelteleskopen dieses Typs zu sehen sind).
Der Hahneberg liegt am äußersten westlichen Berliner Stadtrand, es ist der günstigste astronomische Standort der Hauptstadt. Visuell sind 5,0 mag schwache Sterne mit bloßem Auge zu erkennen.